# Rog (fabrika bicikala)
Preduzeće Rog osnovano je u predgrađu Ljubljane, gde su tada radili razne zanatlije 1871. godine. Zemljište (Trubarjeva ulica) je tada kupio Ivan Janež. Kao tvornica razvijena je 8 godina kasnije, kada je počela kao kožna fabrika, tada kao najveća u Ljubljani. Krajem 19. veka vlasnik Karlo Polak dogradio je vilu sa drugim objektima oko kojih je sazidao zid, a fabriku modernizovao - fabrika je imala dva sprata.
U januaru 2021. počelo je rušenje starih zgrada, na tom mestu planiran je kulturni Centar Rog, koji bi trebao biti završen do 2022. Pored Centra danas stoji i Spomenik Ć.

## Proizvodnja bicikla
Nakon Drugog svetskog rata, 1951, fabrika je nacionalizovana a kožnu radnju je smenila proizvodnja bicikla. U novoj državi prvi petoletni program je predviđao 50.000 bicikla, koja bi zadovoljila domaću upotrebu za široke mase. Sa pomoću stručnjaka iz firme Puh iz Graca, koja je takođe radila bicikla i bila last Slovenaca Janeza Puha 1951. počeli su da rade delove za bicikl. Prvi produkti su bili špice za obruč, pedala, prednja osovina, obruči, blatobrani i centralni ležajevi. Rogove delove su prema ugovoru montirali na Puhove bicikle.
Prvi Rogov bicikl izašao je sa proizvodne trake 1953. Komplikovane delove kao što su današnje kočnice, lanac, zadnja osovina (pesta) sa prostim hodom još su uvozili. 1962. počeli su sami da rade prednje kočnice, 1963. zadnju osovinu sa prostim hodom, 1964. i sastavljeno kormilo.
1956. Rog je napravio 137 bicikla. 1957. počela je serijska proizvodnja, te godine napravljeno je 6744 bicikla. Tada je u Jugoslaviji najveća firma bio Partizan iz Subotice, koji je radio od 1931. godine. Partizan je 1957. napravio 21.530 bicikla. Na tržištu Jugoslavije je bila i Sarajevska Lasta (4004 bicikla za 1957. godinu). Rog postaje najveća tvornica u Jugoslaviji 1963, kada je prodala 113.688 bicikla. 1964. Rog je napravio prvi bicikl koji se je mogao složiti i imao je 20 inčne gume, nazvao ga je Rog Poni. 1958. na zaposlenog proizvedeno je 50 bicikla, 1967. već 247. Zbog pada prodaje 1963. počeli su i sa izvozom, te godine napravljeno je 141.000 bicikla. Krajem 60-ih godina napravljen je Poni Ekpres, ojačana geometrija bicikla Rog Poni sa manjim motorom (na početku holandski motor „Anker Laura”, kasnije Puhov motor i na kraju Tomosov motor). Proizvodnja bicikla sa pomoćnim motorom prestala je 1982. godine. 1969. Rog je dnevno radio 700 bicikla i pokrivao 57% jugoslovenskog tržišta, gde je imao model Poni 43% udeo. Za strano tržište Poniji su imali i brzine na zadnjem lančaniku (zadnji menjač), pa čak i prednje i zadnje amortizere (Poni Konfort), dok je na domaćem tržištu bio Poni 1 i Poni 2 - oba bez brzina. Poni 1 je imao hromirani zadnji gepek sa debelim žicama, dok je Poni 2 imao poslednju viljušku vezanu sa zadnjim gepekom.
1991. godine se sa prve adrese (Trubarjeva ulica) preselila na Letališku ulicu, dok je servis i prodavnica ostala na staroj adresi. Tri godine kasnije tvornica je prestala da radi. U najboljim danima godišnji proizvod je bio oko 350.000 bicikla, koji su i izvoženi u inostranstvo (SAD, Kina)
Rog je za vreme 1970-1977 imao podružnicu UNIS u Sarajevu, koja je radila nekoliko drugačije bicikle.

## Vrsta bicikla
Rog je proizvodio bicikla za sve vrste generacija, od dečijih do odraslih drumskih i brdskih bicikla. Najpoznatija bicikla su bila izrađena za vreme Jugoslavije.
- Rog Kekec (dečiji bicikl)
- Rog BMX
- Rog Poni
- Rog Maestral
- Rog Senior
- Rog Trek
- Rog Maraton

## Povratak legendarnog Poni bicikla
Od 2017. na tržište se je vratio legendaran bicikl Rog Poni, kojeg proizvode u Velenju. Bicikl je slične geometrije, rađeno iz aluminijuma i cenom od 400 do 800 evra. Originalni Poni bicikl je imao okvir iz železa. Preporod Roga su pokrenuli Franjo Bobinac (kompanija Gorenje) i Jože Mermal (predsednik BTC City) 2016. godine.. Gorenje je sredinom 2018 prodano kineskom Hisensu  pa je nastavak proizvodnje upitan. Rezultat kineskog preuzimanja Gorenja je izlazak partnera BTC City.

## Spoljašnje veze
- rogbikes.com
- Video-prezentacija novog bicikla Rog Poni